# Волкодаевка
Волкода́евка — деревня в Кожевниковском районе Томской области России. Входит в состав Вороновского сельского поселения.

## География
Деревня находится в южной части Томской области, в пределах Обь-Тымской низменности, к западу от реки Обь, на расстоянии примерно 47 км (по прямой) к юго-западу от села Кожевниково, административного центра района. Абсолютная высота — 128 м над уровнем моря.

## История
Основана в 1907 году. По данным 1926 года в посёлке Волкодаевский 1 имелось 27 хозяйств, основное население — русские. В административном отношении входил в состав Осиновского сельсовета Вороновского района Томского округа Сибирского края.

## Население
| 1926 | 2002 | 2010 | 2012 | 2013 | 2014 | 2015 |
| ---- | ---- | ---- | ---- | ---- | ---- | ---- |
| 181  | ↘87  | ↘48  | ↘47  | ↘43  | ↘40  | ↘39  |
| 2021 |      |      |      |      |      |      |
| ↘38  |      |      |      |      |      |      |

### Гендерный состав
По данным Всероссийской переписи населения 2010 года, в гендерной структуре населения мужчины составляли 43,8 %, женщины — соответственно 56,2 %.

### Национальный состав
Согласно результатам переписи 2002 года, в национальной структуре населения русские составляли 90 %.

## Улицы
Уличная сеть деревни состоит из двух улиц (Зелёная и Комсомольская).

## Известные уроженцы
- Зяблицев, Евгений Геннадьевич (род. 1965) — российский политический деятель.